# マリ・L・オシェロフ
マリ・L・オシェロフ（Maria Lucid Osheroff, 1948年 - ）は、アメリカ合衆国ワイオミング州ワイオミング大学の元教員、ジャーナリスト。ブラウン大学を卒業。
マリは、1967年から心理学をブラウン大学で学び、のちにワイオミング州に移った。
地元の新聞社であるキャスパースター社で1972年から93年まで記者として働き、1982年には報道者としての心得を記した「知るべき分類と恐れの克服」を発表。

## 著作
- 知るべき分類と恐れの克服 (1982)
- ルーシッド式レジュメ (1984)